# Malaja Laba
La Malaja Laba (in russo Малая Лаба?) è un fiume della Russia europea meridionale, ramo sorgentifero di sinistra della Laba. Scorre nel Mostovskij rajon del Territorio di Krasnodar, all'interno della Riserva naturale del Caucaso.
Ha origine sulle pendici settentrionali del passo Aišcha (2 401 m), a nord del massiccio del Pseašcho. Il fiume scorre prevalentemente in direzione nord-nordest. Al villaggio di Kaladžinskaja si fonde con la Bol'šaja Laba dando origine al fiume Laba. La lunghezza del fiume è di 133 km. Lungo il suo corso si trova l'insediamento di tipo urbano di Psebaj.